# Een loge in het Théâtre des Italiens
Een loge in het Théâtre des Italiens (Frans: Une loge aux Italiens) is een schilderij van Eva Gonzalès, de enige leerling die Manet ooit aannam. Dit werk, waarin duidelijk de invloed van haar leermeester valt te herkennen, geldt als een van haar bekendste. Zij schilderde het rond 1874 en stelde een herwerkte versie vijf jaar later tentoon op de Parijse salon. Sinds 1986 maakt het schilderij deel uit van de collectie van het Musee d'Orsay in Parijs.

## Théâtre des Italiens
Het theater was in de negentiende eeuw een belangrijke verzamelplaats voor de bourgeoisie. Men pronkte er met de laatste mode en wisselde nieuwtjes uit. De ontmoetingen in de loges en foyers waren dan ook minstens zo belangrijk als de voorstelling zelf. In de werken van de impressionisten, met hun voorliefde voor het mondaine leven in Parijs, neemt de loge daarom een vooraanstaande plaats in. Het bekendste voorbeeld hiervan is waarschijnlijk De loge van Pierre-Auguste Renoir, maar ook kunstenaars als Degas en Cassatt legden het onderwerp op meerdere doeken vast.
Sinds 1789 bestond in Parijs in wisselende gedaanten een operahuis waar Italiaanse artiesten opera's opvoerden: het Théâtre des Italiens. Werken van componisten als Mozart, Rossini en Verdi stonden hier op het programma. Een loge uit dit theater, dat in 1878 voorgoed zijn deuren sloot, is afgebeeld op het schilderij van Gonzalès. Op de voorgrond is de balustrade te zien en links een gordijn van rood fluweel met gouden franjes.

## Voorstelling
Op Een loge in het Théâtre des Italiens zijn Henri Guérard, de toekomstige echtgenoot van Eva Gonzalès, en haar zuster Jeanne afgebeeld. Deze laatste is frontaal geschilderd met beide armen leunend op de balustrade. Waarschijnlijk volgt zij aandachtig het schouwspel, een toneelkijker in haar hand houdend. De man daarentegen is en profil weergegeven en lijkt zich af te keren van het toneel. Misschien kijkt hij de zaal in of zelfs de gang. De deuren van de loges stonden in die tijd immers vaak open. Het valt niet te zeggen wat de relatie tussen de man en de vrouw is; zij maken op geen enkele wijze contact.
De invloed van Manet op dit schilderij is onmiskenbaar. In de eerste plaats valt het donkere kleurenpalet op, dat zorgt voor een scherp contrast tussen de achtergrond en Jeanne Gonzalès, die in lichte kleuren geschilderd is. Ook de niet te doorgronden verhouding tussen de hoofdpersonen komt in een aantal werken van Manet terug, zoals Het balkon. Het boeket bloemen links is zelfs een directe verwijzing naar Manets Olympia.

## Geschiedenis en herkomst
Een eerste versie van het schilderij werd geweigerd op de Parijse Salon van 1875 vanwege de "mannelijke kracht" dat het uitstraalde. Gonzalès stelde het daarop tentoon op de Salon des Refusés van dat jaar. Ze maakte een nieuwe versie van het doek, dat wel werd aanvaard op de Parijse Salon van 1879, waar het enthousiast werd onthaald.
- Na het overlijden van Eva Gonzalès bleef het schilderij in bezit van Henri Guérard.
- tot 1927: in bezit van Jean-Raymond Guérard, zoon van de kunstenares.
- 1927: nagelaten aan het Musée du Louvre, waar het vanaf 1914 tentoongesteld wordt.
- 1955: overgebracht naar het Musée de Nice.
- 1957: overgebracht naar de Galerie nationale du Jeu de Paume.
- 1986: overgebracht naar het Musée d'Orsay.

## Afbeeldingen

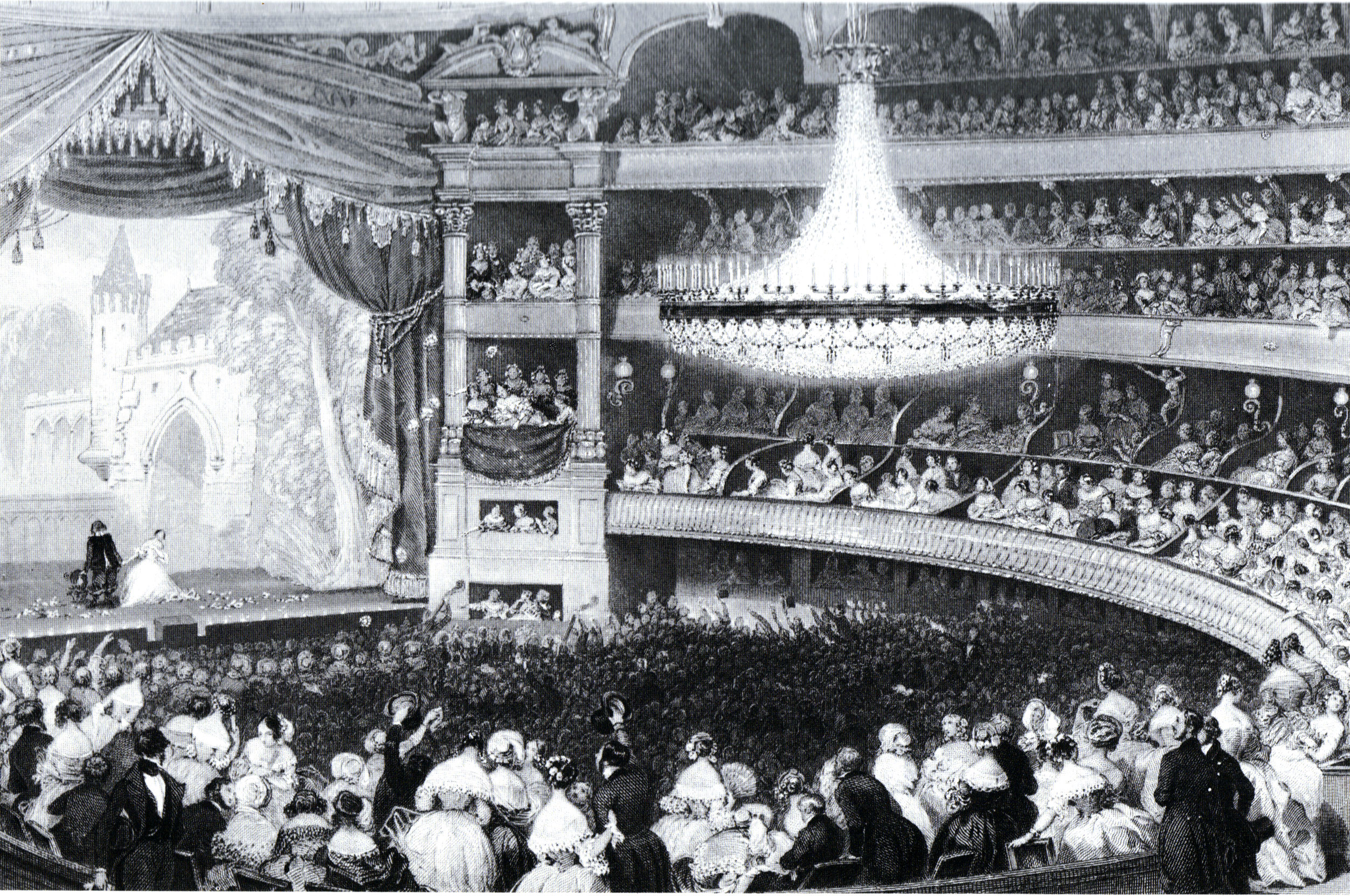
Het Théâtre des Italiens rond 1840
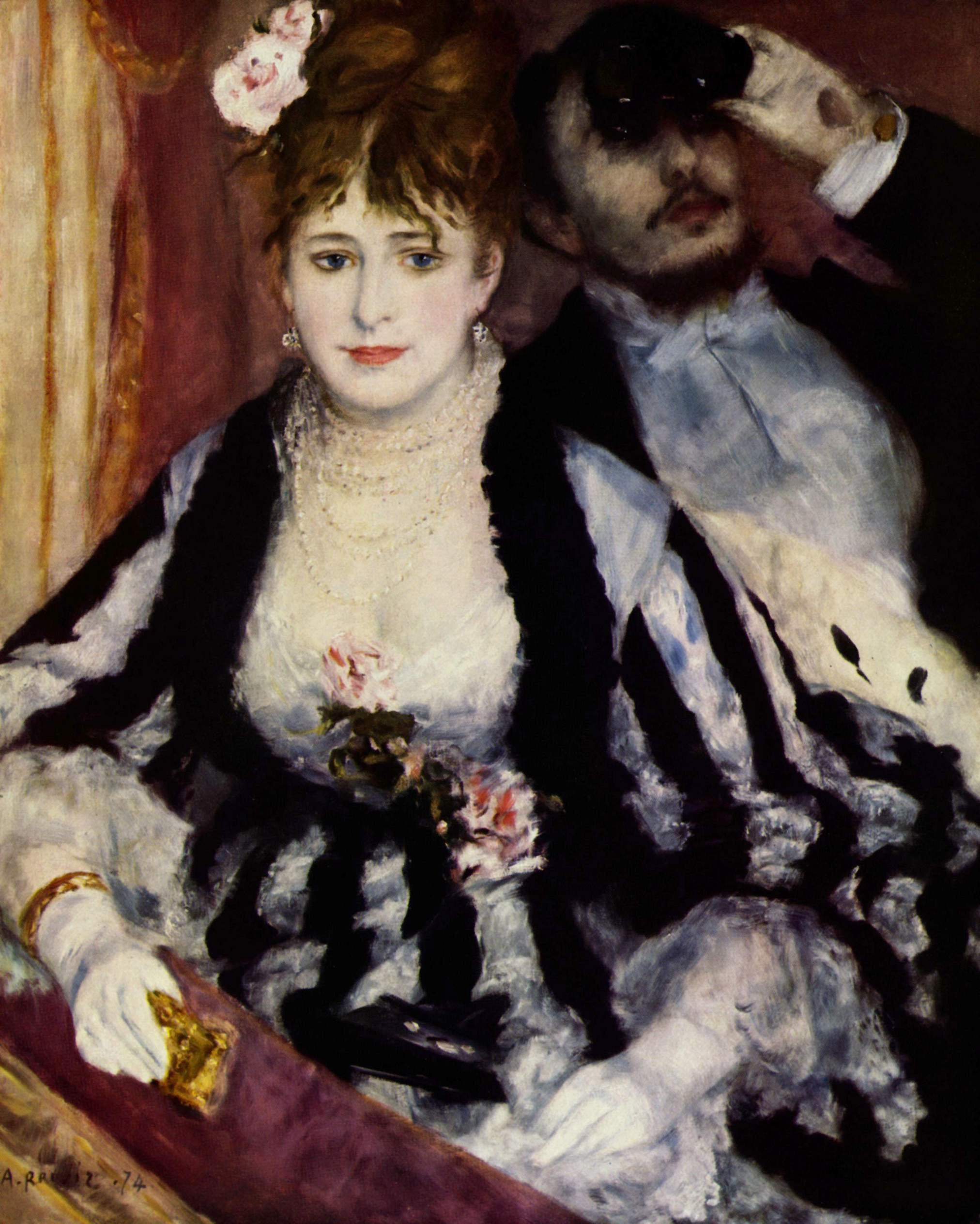
De loge - Pierre-Auguste Renoir
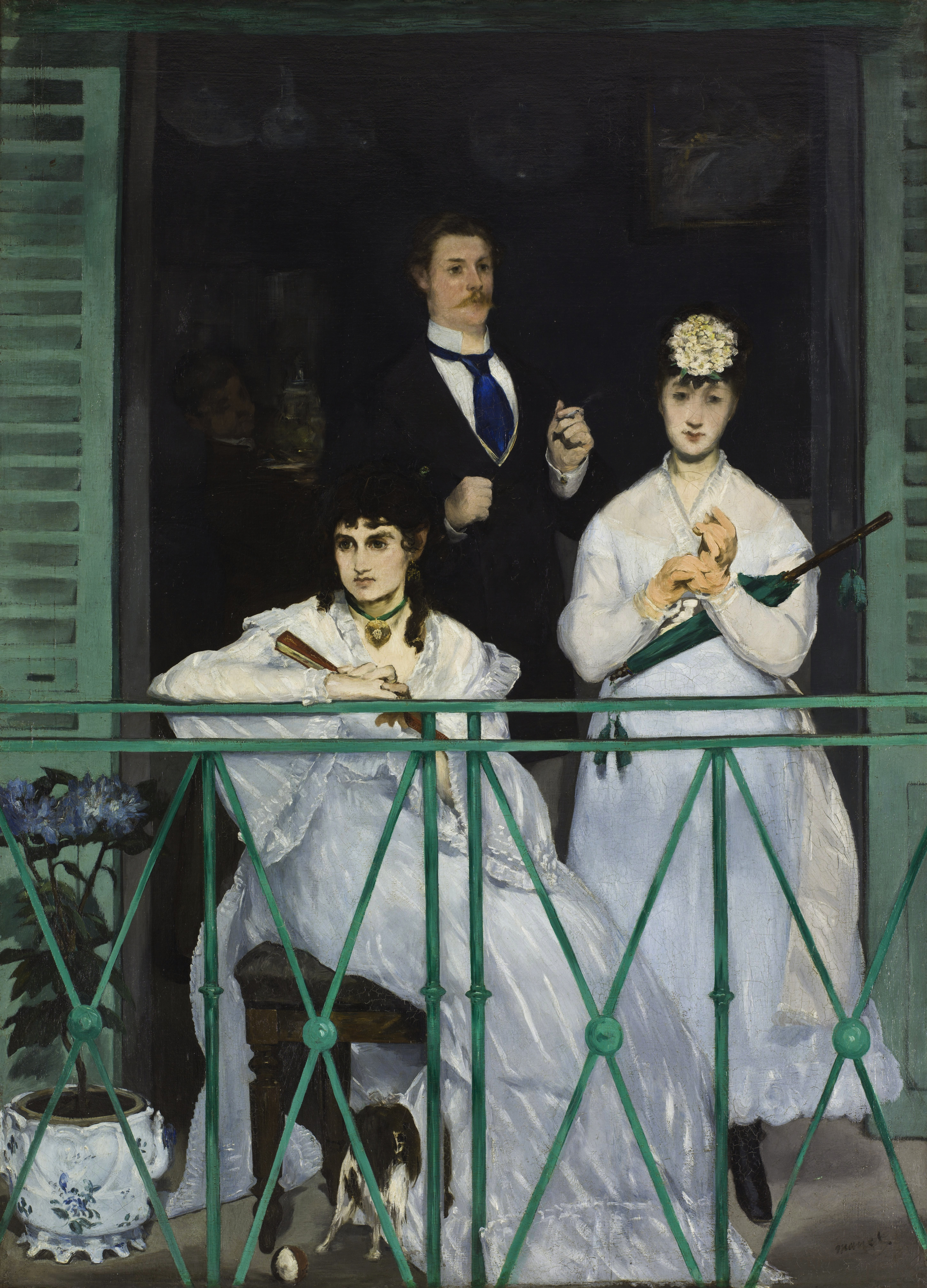
Het balkon - Édouard Manet
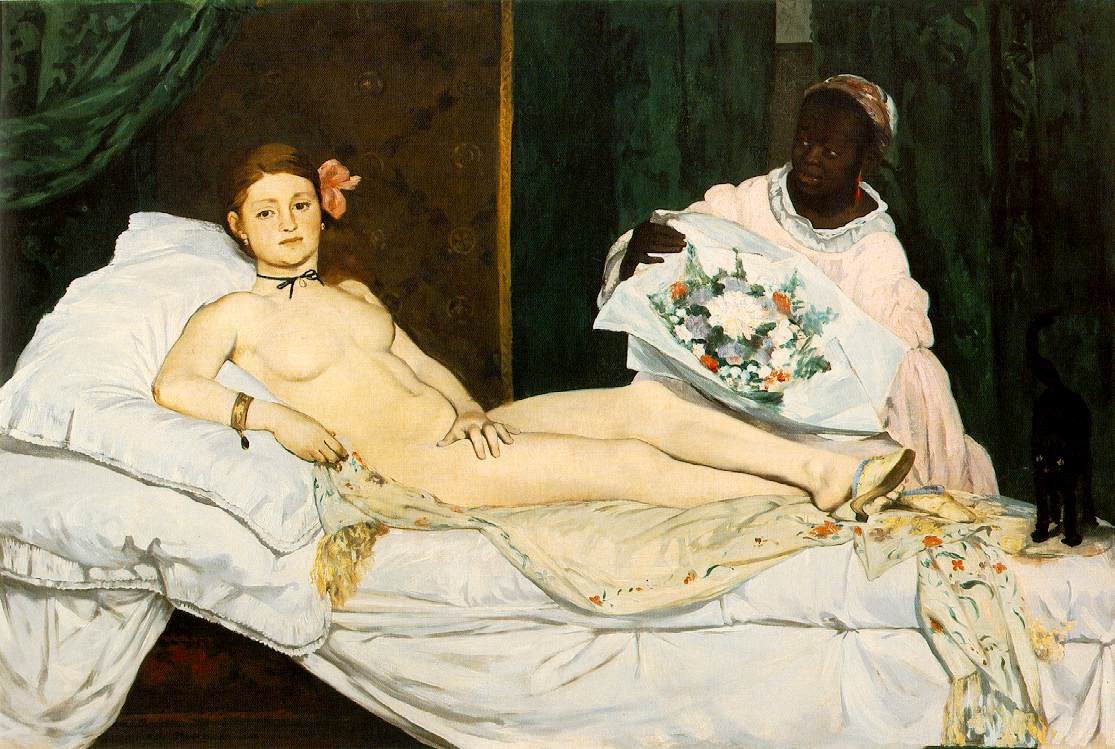
Olympia - Édouard Manet